# Michał Lorenc
Michał Lorenc, nacido el 5 de octubre de 1955 en Varsovia, es un compositor de Música cinematográficas polaco.

## Filmografía
- 2012 : Czarny czwartek
- 2010 : Votos perpetuos (Śluby panieńskie)
- 2007 : Wszystko bedzie dobrze
- 2004 : La Pasión del Cristo - "Ave Maria" Cantado en la película por Olga Szyrowa (recuperación de la pieza escrita inicialmente la película Prowokator en 1995)    https://www.youtube.com/watch?v=Ngek-TZ2GYE

- 2001 : Przedwiosnie
- 1999 : Yo treba zabít Sekala
- 1997 : Bandyta[1]
- 1995 : Prowokator
- 1992 : Psy

## Premios
- Festival del cine polaco de Gdynia
  - Premio a la mejor música en 2007 para Wszystko bedzie dobrze
  - Premio a la mejor música en 2001 para Przedwiosnie
  - Premio a la mejor música en 1997 para Bandyta
  - Premio a la mejor música en 1995 para Prowokator
  - Premio a la mejor música en 1992 para Psy
- Premios del Cine Polaco
  - Premio a la mejor música en 2012 para Czarny czwartek
- León checo
  - Premio a la mejor música en 1999 para Je treba zabít Sekala